# Vesna Bajkuša
Vesna Bajkuša (nacida el 21 de mayo de 1970 en Sarajevo, Yugoslavia) es una exjugadora de baloncesto bosnia. Consiguió tres medallas en competiciones oficiales con la Yugoslavia.